# Lakeville (Minnesota)
Lakeville è una città degli Stati Uniti d'America, nella Contea di Dakota, nello Stato del Minnesota.